# ويلينغتون باروني
ويلينغتون باروني (بالبرتغالية: Wellington Baroni‏) هو لاعب كرة قدم برازيلي في مركز ظهير، ولد في 1 أبريل 1989 في كوريتيبا في البرازيل. لعب مع إسبانيول وريفر بليت ونادي بارانا ونادي بانيونيوس.

## وصلات خارجية
- ويلينغتون باروني على موقع قاعدة بيانات كرة القدم.إي يو (الإنجليزية)